# Aria
|  | No s'ha de confondre amb Ària. |

|  | Per a altres significats, vegeu «ARIA». |

Aria és un municipi de Navarra, a la comarca d'Auñamendi, dins la merindad de Sangüesa. Els seus habitants s'han dedicat tradicionalment a l'agricultura (patata, farratge per al bestiar, cereal...) i a la ramaderia (vaca pirinenca, ovella i egua), activitats ambdues en declivi, el que ha provocat un acusat descens de la població en els últims 50 anys. Arquitectònicament està format per cases familiars formades per una planta d'habitatge, quadra per al bestiar i golfa per a emmagatzemar el farratge. Destaquen les teulades de pendent pronunciat a causa de les abundants nevades, sent alguns d'ells de quatre aigües. També es poden trobar diversos horreos, que són petites construccions sostingudes sobre pilars rematats per pedres circulars destinats antigament a l'emmagatzematge de gra. Alguns dels seus veïns mantenen viu el dialecte de l'euskera propi de la vall (Aezkera), en greu risc de desaparició.

## Demografia
| Evolució demogràfica                            | Evolució demogràfica | Evolució demogràfica | Evolució demogràfica | Evolució demogràfica | Evolució demogràfica | Evolució demogràfica | Evolució demogràfica | Evolució demogràfica | Evolució demogràfica | Evolució demogràfica |
| 1996                                            | 1998                 | 1999                 | 2000                 | 2001                 | 2002                 | 2003                 | 2004                 | 2005                 | 2006                 | 2007                 |
| ----------------------------------------------- | -------------------- | -------------------- | -------------------- | -------------------- | -------------------- | -------------------- | -------------------- | -------------------- | -------------------- | -------------------- |
| 69                                              | 68                   | 68                   | 68                   | 70                   | 67                   | 68                   | 68                   | 67                   | 63                   | 61                   |
| Fonts: Aria i Institut d'Estadística de Navarra |                      |                      |                      |                      |                      |                      |                      |                      |                      |                      |